# Legio Christi
A Krisztus Légiója Kongregáció (latinul Legio Christi, spanyolul Legionarios de Cristo, angolul Legionaries of Christ) olyan katolikus lelkiségi mozgalom, amelynek tagjai a római katolikus egyház tanítását vallva fő feladatuknak tekintik az evangelizációt, az oktatást és a lelki támogatás nyújtását. Világi szervezete a Regnum Christi Apostoli Mozgalom (latin; jelentése Krisztus Országa /Királysága/ – angolul Regnum Christi Movement).

## Története

### Kezdetek
- 1920. március 10-én, Cotija de la Paz-ban született az alapító, Marcial Maciel (Michoacán állam, Mexikó).
- 1936 januárjában Marciel elutazik Mexikó fővárosába, Mexikóvárosba, és beiratkozik az ottani szemináriumba, amely Mons. Rafael Guízar y Valencia, veracruzi püspök vezetése alatt áll. Jézus Szíve ünnepén késztetést érzett rá, hogy alapítson egy szerzetesrendet. Maciel atya így nyilatkozott az alapításkor megélt élményeiről: „Azon az első pénteken, 1936-ban a Szent Szív ünnepén, amikor úgy éreztem, hogy a Szentlélek a Krisztus Légiója megalapítására ösztönöz, világosan láttam, hogy az Úr azt akarja, hogy embereknek egy nagyobb csoportját gyűjtsem össze, akik majd az egész világon fogják szeretetének evangéliumát hirdetni. Mivel abban az időben szemináriumi környezet vett körül, ebből adódóan az elképzeléseimet szeminarista társaimmal osztottam meg, de az inspiráció mélyén éreztem, hogy a karizma nem csak azokra vonatkozott, akik később Krisztus légiósai lettek. Minden olyan férfi és nő, ideértve az egyházmegyés papokat is, megkapta, aki osztozni akart abban a szándékomban, hogy elvigyük Isten Jézus Krisztusban megnyilvánult szeretetének üzenetét a társadalom legutolsó sarkába, a legeldugottabb szívhez is. Így alakult ki fokozatosan a Regnum Christi apostoli mozgalom azzal a céllal, hogy megvalósítsuk Krisztus Országát a földön; Krisztus Országára pedig alapvetően az jellemző, ami bennünket, keresztényeket meghatároz, a felebaráti szeretet. Innen az elnevezés.” (Marcial Maciel LC „Krisztus az életem” c. könyvéből)
- 1941. január 3-án Marcial Maciel még szeminaristaként 13 társával megalakítja a Legio Christit Mexikóvárosban.
- 1944. november 26-án Mons. González Arias pappászenteli P. Marcial Macielt a mexikói Nuestra Señora de Guadalupe bazilikában.
- 1946-ban P. Maciel a szeminaristák első, 30 fős csoportjával átköltözik Spanyolországba, hogy azok elmélyíthessék képzésüket és humán tanulmányaikat a Comillasi Pápai Egyetemen végezhessék. Június 12-én XII. Piusz pápa kihallgatáson fogadja M. Maciel atyát, ahol bemutatja közösségét.
- 1948. május 25-én XII. Piusz pápa megadja a Krisztus Légiója kongregáció első Konstitúciójának (szabályzatának) a Nihil Obstat kánoni jóváhagyást. Június 13-án a cuernavacai püspök védelme alatt a Légió egyházmegyei jogú kongregációvá válik.
- 1950. december 24-én megnyílik a Krisztus Légiója első felsőfokú intézménye.
- 1952 nyarán felszentelik az első négy légiós papot.
- 1954. február 8-án a Krisztus Légiója megnyitja Mexikóban apostoli tevékenységének első művét, egy nevelő központot: a Cumbres Intézményt.
- 1959-ben Marcial Maciel atya elindítja a Legio Christi világi szervezetét, a Regnum Christi Mozgalmat. Karizmája azonos a Krisztus Légiósainak lelkiségével.
- 1964 februárjában megnyitják az Anáhuac Egyetemet Mexikóban. Ez az első egyetem, amit a légiósok vezetnek.
- 1965. február 6-án VI. Pál pápa megadja a Decretum Laudis-t a Krisztus Légiójának; így pápai jogú kongregációvá válik.

### Növekedés
- 1968-ban elindul a Regnum Christi apostoli mozgalom világi ága.
- 1970. júniusban VI. Pál pápa a légiósokra bízza a mexikói Cancún-Chetumal prelatúrát Quintana Roo-ban, a Jukatáni félszigeten, missziós területen a Maják országának szívében, ezzel kezdetét veszi az itt élő maja indiánok evangélizálása.
- 1980 októberében sor kerül az első Általános Rendgyűlésre.
- 1983. június 29-én II. János Pál pápa elfogadja a Krisztus Légiója Alkotmányának végleges szövegét.
- 1991. január 3-án a Krisztus Légiója alapításának 50. évfordulóján II. János Pál pápa hét nemzetiségből származó 60 légióst szentel pappá a Szent Péter Bazilikában.
- 1991. augusztus 15-én sor kerül a Maria Mater Ecclesiae (Mária az Egyház Édesanyja) Nemzetközi Kollégium megnyitására, ahol jövendőbeli egyházmegyés szemináriumi képzőket oktatnak.
- 1992 novemberében összeül a Második Általános Rendgyűlés, ahol a második napon újraválasztják P. Marcial Maciel-t a rend általános rendfőnökének.
- 1993. szeptember 15-én megnyitja kapuit a római Regina Apostolorum Pápai Főiskola (Athenee Pontifical Regina Apostolorum), ahol világiak és egyháziak részére filozófiai és teológiai képzést tartanak.
- 1994-ben az első légiósok megérkeznek Lengyelországba.
- 1994. november 26-án P. Marcial Maciel aranymiséjén (pappá szentelésének 50. évfordulóján) S.E.Mons. Girolamo Prigione, Mexikóváros apostoli nunciusa 57 légióst szentel pappá Mexikó fővárosában.
- 1995 Apostoli központok nyílnak Szlovákiában, Magyarországon és Csehországban
- 1996-ban a Krisztus Légiója Kongregáció és a Regnum Christi Mozgalom letelepszik Magyarországon az Esztergom-Budapesti Főegyházmegyében. Paskai László bíboros, prímás, esztergomi érsek hagyta jóvá az alapítást.
- 1997 októberében megnyílik a Krisztus Légiójának új Felsőoktatási központja New Yorkban, az Egyesült Államokban.

### Nehézségek

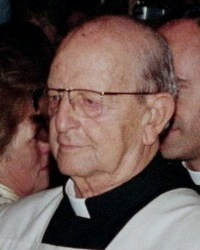
Az alapító, Marcial Maciel Degollado 2004 végén

- 1998-tól a Hittani Kongregációhoz eljutottak olyan vádak, miszerint Marcial Maciel Degollado atya egy nővel titkos viszonyt folytatott, amelyből legalább egy gyermeke született, sőt az 1980-as években a kongregációhoz csatlakozó néhány fiatalt szexuálisan zaklatott.
- 2001. április 30-án II. János Pál pápa által kiadott „Sacramentorum sanctitatis tutela” c. Motu proprio értelmében a Hittani Kongregáció akkori prefektusa, Joseph Ratzinger bíboros a vádak kivizsgálását rendelte el.
- 2002-ben Maciel atya nyilatkozatban elutasította a vádakat, és sajnálatát fejezte ki néhány volt Krisztus Legionáriusaitól érkezett sértegetések kapcsán.
- 2004. november 26-án Marcial Maciel atya pappá szentelésének 60. évfordulóját ünnepli. Ezen a napon kapta meg a dekrétumot, amellyel II. János Pál pápa a Regnum Christi Apostoli Mozgalom Statútumát (alkotmányát, alapító okiratát, nemzetközi szabályzatát) végső formájában engedélyezte a Kongregáció, a megszentelt élet intézményei és az apostoli élet közösségei számára, valamint a Motu Proprio-t, amellyel a Krisztus Légiójára bízta a Jeruzsálemi Notre Dame Pápai Intézet működtetését és vezetését.
- 2005. január 22-én P. Marcial Maciel nem fogadja el a generálissá történő újra választását életkorára hivatkozva, és arra, hogy szeretné meglátni, ahogy utódja vezetése alatt növekszik és terjed a kongregáció. A generális utódja a 47 éves Álvaro Corcuera Martínez del Rio atya lett, aki az alapítóhoz hasonlóan mexikói származású. 1987 óta vezető szerepet játszott a kongregáció római központjában. Mielőtt belépett volna a rendbe a Regnum Christi mozgalom tagja volt. Tanulmányait Mexikóban és a római pápai egyetemeken végezte. 1993 és 2000 között a Krisztus Légiója által vezetett Regina Apostolorum Pápai Egyetem rektori tisztét is viselte.
- 2005. április 19-én Joseph Ratzinger bíborost XVI. Benedek néven pápává választják. Ezt követően, a 2001-ben indított kivizsgálás eredményei alapos áttanulmányozása után megállapítást nyert a P. Marcial Macielt ért vádak megalapozottsága. Az új prefektus, William Levada bíboros vezetése alatt álló Hittani Kongregáció a Maciel atya előrehaladott korát és törékeny egészségi állapotát figyelembe véve eltekintett az egyházjogi eljárás lefolytatásától és felkérte az atyát, hogy imával és vezekléssel teli visszavonult életet folytasson, valamint mondjon le minden nyilvános tisztségéről. XVI. Benedek pápa jóváhagyta a döntést. Röviddel azután, hogy kitudódott a súlyosan vétkes magatartás, maga P. Álvaro Corcuera LC kezdte el egyesével végiglátogatni a sértetteket, hogy bocsánatot kérjen tőlük és megvigasztalja őket.
- 2006. május 19-én a Szentszék Sajtóirodája nyilatkozatot tett közzé Marcial Maciel atya ügyével kapcsolatban, amely leszögezte, hogy a szóban forgó bűntények kizárólag a Hittani Kongregáció illetékességébe tartoznak, ugyanakkor az alapító személyétől függetlenül hálával ismerte el a Krisztus Legionáriusai kongregáció és a hozzá kapcsolódó „Regnum Christi” világi társulat apostoli munkáját. Ugyanebben az évben megalakul az első légiós közösség a Fülöp-szigeteken, hogy folytassák a Regnum Christi Mozgalom által megkezdett munkát. Június utolsó hetében Szöulban (Dél-Korea) letelepednek az első légiós közösség tagjai.
- 2008. január 30-án P. Marcial Maciel 87 éves korában az Amerikai Egyesült Államokban természetes halállal elhunyt. Haláláig tagadta az őt érintő vádakat.
- 2009 február elején P. Paolo Scarafoni, a Krisztus Legionáriusai kongregáció szóvivője arról nyilatkozott, hogy az a P. Marcial Macielt érintő vád, miszerint egy nővel titkos viszonyt folytatott, amelyből legalább egy gyermeke született, megalapozott, de tiszteletben kívánják tartani az érintett személyek magántitkát, ezért nem hoznak nyilvánosságra több részletet.
- 2009. július 15-én megkezdődött a vallási közösség szentszéki vizsgálata. Az apostoli vizitációval öt püspök volt megbízva: az Egyesült Államokban és Kanadában az Egyesült Államokbeli Charles Joseph kapucinus, denveri érsek, Mexikóban és Közép-Amerikában a mexikói Ricardo Watty Urquidi, a Szentlélek Misszionáriusai kongregáció tagja, tepici megyés püspök, Dél-Amerikában a chilei Ricardo Ezzati Andrello szalézi, Concepción érseke látogatta a kongregációt, mellettük még a spanyol Ricardo Blázquez Pérez valladolidi érsek és az olasz Giuseppe Versaldi alessandriai megyés püspök vett részt a vizitációban. Az öt püspök a vizitáció eredményéről tájékoztatta a Szentszéket. Alvaro Corcuera, a Légió általános elöljárója arra biztatta a kongregáció tagjait, hogy köszönjék meg Istennek és az Egyháznak a Szentatya által felkínált segítséget, és minden közösségben igaz szeretettel és hittel fogadják a látogatókat mint Krisztus helytartójának képviselőit. A vizitáció során a püspökök személyesen találkoztak több mint ezer légióssal, és írásos tanúvallomások százait vizsgálták meg. Ellátogattak majdnem mindegyik rendházba, valamint megtekintettek a kongregáció irányítása alatt álló több apostoli munkát is. Kikérték számos püspök véleményét, szóban vagy írásban, akiknek egyházmegyéjében a kongregáció tevékenykedik. A vizitátorok találkoztak számos Regnum Christi-taggal, különösen megszentelt életű férfiakkal és nőkkel, habár ez nem képezte a vizitáció tárgyát. Jelentős számú levelet kaptak továbbá elkötelezett világiaktól és a mozgalom tagjainak családjaitól. Az öt vizitátor – elmondásuk szerint – őszinte vendégszeretetet és a készséges együttműködés szellemét tapasztalhatta meg mind a kongregáció egésze, mind az egyes szerzetesek részéről.
- 2010. március 25-én, Gyümölcsoltó Boldogasszony ünnepén a Krisztus Legionáriusai kongregáció internetes honlapján közleményt tett közzé. Ebben bocsánatot kért mindazoktól, akik ellen alapítójuk szexuális visszaélést követett el, vagy akiket bármilyen módon megsértett botrányos tetteivel. A Krisztus Légiója és a hozzá kapcsolódó Regnum Christi világi mozgalom elítéli Maciel atya tetteit. Többek között szexuálisan visszaélt fiatalkorú szeminaristákkal, hosszú időn át kapcsolatot tartott fenn egy nővel, akitől egy lánya született. Később arról érkezett hír, hogy Mexikóban két fia él, akik egy másik nőtől születtek. A kongregáció mélyen elítéli mindazokat a tetteket, amelyeket P. Maciel elkövetett megsértve keresztényi, szerzetesi és papi kötelességeit. Bocsánatot kértek mindazoktól a személyektől, akik a múltban jelentették az ellenük elkövetett tetteket, de nem adtak hitelt szavaiknak és meg sem hallgatták őket. A Legionáriusok el sem tudták képzelni, hogy alapítójuk így viselkedhetett. Most bocsánatot kértek hozzátartozóiktól, barátaiktól, jótevőiktől, mindazoktól, akiknek bizalmán seb esett. A közlemény leszögezte: „Isten titokzatos terveinek része, hogy Ő Maciel atyát választotta eszközül a Krisztus Légiója és a Regnum Christi Mozgalom megalapítására, és hálát adunk Istennek mindazért a jóért, amit véghezvitt. Ugyanakkor fájdalommal vesszük tudomásul, hogy vétkeinek súlyosságára való tekintettel Maciel atya személye nem lehet számunkra a keresztény vagy papi élet példaképe”. A Krisztus Legionáriusai elkötelezték magukat, hogy fényt derítenek az igazságra, és éberen őrködnek, főleg a kiskorúak biztonságán, fokozottabban törekednek az életszentségre, és gyermeki engedelmességgel fogadják el és valósítják meg a Szentatya útmutatásait, amelyek az apostoli vizitáció gyümölcsei.

### Megújulás és megtisztulás
- 2010. április 30-án és május 1-jén a Szentszék államtitkárának, Tarcisio Bertone bíborosnak elnökletével és a Krisztus Légiója Kongregációnál apostoli vizitációt tevő öt főpásztor részvételével ülést tartottak a Vatikánban az apostoli vizitáció befejeződése alkalmából. Az összejövetelről május elsején délután a Szentszék hétpontos közleményt bocsátott ki. Az ülésen részt vettek a Hittani Kongregáció, a Megszentelt Élet Intézményei és az Apostoli Élet Társaságai Kongregáció prefektusai (William J. Levada és Franc Rodé bíboros), továbbá az Államtitkárság Általános Ügyek részlegének helyettes államtitkára (Fernando Filoni érsek). Az egyik ülésszak a Szentatya jelenlétében zajlott; ezen a vizitátorok összegezték a már korábban elküldött jelentésüket. Az öt vizitátor bár egymástól függetlenül jártak el, mégis messzemenőkig megegyező értékelésre és közös véleményre jutottak. Tanúsították, hogy sok példaértékű, őszinte, tehetséges szerzetessel találkoztak, többségében fiatalokkal, akik apostoli buzgalommal keresik Krisztust, és egész létüket Isten országának terjesztésére szentelik. • Az apostoli vizitáció kiderítette, hogy Marcial Maciel Degollado viselkedése súlyos következményekkel járt a Krisztus Légió életére és felépítésére nézve, melyek alapos átvizsgálást igényelnek. Marcial Maciel Degollado rendkívül súlyos és objektíve erkölcstelen viselkedése – melyet vitathatatlan tanúvallomások támasztanak alá – részben valódi büntetendő cselekményeknek minősül, és egy aggályok és igazi vallásos érzület nélküli életet tükröz. Életének ezen oldala ismeretlen maradt a légiósok nagy része számára. Ennek több oka is volt. Elsődleges ok, hogy Marcial Maciel mindig ügyesen tudott magának alibiket kitalálni, mások bizalmába férkőzni és így hallgatásra tudta rávenni az őt körülvevőket, illetve a kiépített kapcsolatrendszere által meg tudta erősíteni karizmatikus rendalapítói szerepét. Nemritkán azokat, akik kételkedtek az alapító helyes viselkedésében, lejáratták és eltávolították a közösségből. Továbbá abból a téves meggyőződésből, hogy ne lehessen ártani annak a jó ügynek, amit a Légió végez, kialakítottak az alapító körül egy olyan védelmi mechanizmust, amely hosszú időn át támadhatatlanná tette őt, és megnehezítette valós életének megismerését. Ezek mellett a légiósok többségének őszinte buzgósága sokakban azt a meggyőződést alakította ki, hogy a vádak, amelyek egyre szaporodtak és egyre több helyről érkeztek, csak rágalmak lehetnek. • Az ülésen részt vevők a következő lépések megtételét látták szükségesnek megtenni: újra meg kell határozni a Krisztus Légiója Kongregáció karizmáját; újra kell gondolni az elöljárói fennhatóság gyakorlását; meg kell őrizni a fiatalok lelkes hitét, missziós buzgóságát, apostoli dinamizmusát, megfelelő neveléssel segítve őket. Ugyanis az alapító miatt érzett csalódás megkérdőjelezhetné a hivatásukat és karizmájuknak azt a magját, mely a Krisztus Légióját megkülönbözteti, és az ő sajátjuk. • A Szentatya imáiról, az Egyház támogatásáról és segítéséről biztosított minden légióst és Regnum Christi-tagot, továbbá mindenkit, akik a Légión belül vagy azon kívül áldozatai voltak a szexuális visszaéléseknek, illetve a hatalmi rendszernek, melyet az alapító hozott működésbe. Bátorító és buzdító szavakat is intézett hozzájuk. Köszönetet mondott azoknak, akik a nehézségek közepette is bátrak és kitartóak voltak az igazság követelésében, és a vizitátoroknak feladatuk elvégzéséért. Ugyanakkor magának tartotta fenn, hogy hamarosan megjelölje a támogatásnak a formáját; kezdve azzal, hogy kinevez egy megbízottat (delegátust) és egy, a rend Alkotmányát vizsgáló bizottságot; a Regnum Christi Mozgalom megszentelt életű tagjaihoz pedig egy vizitátort fog küldeni, akik ezt ismételten kérték.
- 2010. július 9-én XVI. Benedek pápa Velasio de Paolis érseket, scalabriánus szerzetest, a Szentszék Gazdasági Ügyei Prefektúrájának elnökét nevezte ki a kongregáció pápai delegátusává, aki személyesen találkozott a kongregáció elöljáróival. A delegátus feladata a legionáriusokkal való kapcsolattartás, rendelkezés annak módjairól, időpontjáról és formájáról a pápától kapott küldetés főbb irányelvei szerint; döntés meghozatala a Krisztus Legionáriusai Kongregáció konstitúcióit megvizsgáló bizottság létrehozásának ügyében; a rendi alkotmány felülvizsgálatának előkészítése és lebonyolítása; továbbá a Regnum Christi Mozgalomban esedékes apostoli vizitáció koordinációja.
- 2010. október 19-én Velasio de Paolis bejelentette, hogy bizottságot fog létrehozni a rend anyagi helyzetének tanulmányozására és felülvizsgálatára.Ugyanakkor egy „kapcsolatápoló bizottságot” is fel fog állítani, amelynek feladata lesz kapcsolatba lépni azokkal, akik sérelmet szenvedtek az alapító eltévelyedései miatt.
- 2010 novemberében a pápai megbízott előre jelezte, hogy ki fogja bővíteni a rend négyfős általános tanácsát, amely segíti P. Álvaro Corcuera LC-t a rend kormányzásában.
- 2010. december 6-án határozatban hirdették ki, hogy P. Álvaro Corcuera LC, a Krisztus Légiója és a Regnum Christi generálisa, Card. Velasio de Paolis pápai megbízott jóváhagyásával, irányelveket fogalmazott meg P. Marcial Maciel személyét illetően, ami alapos megfontolások, számos javaslat, azt követően pedig a Kongregáció nagyobb elöljáróival történő egyeztetés eredménye. Az irányelvek között szerepel például, hogy a légiós és a Regnum Christi központokban nem tesznek ki olyan fényképeket, ahol az alapító egymagában, illetve a Szentatya társaságában látható; az alapító személyére vonatkozó évfordulókat nem ünneplik meg, halálának évfordulója, január 30-a, mindenekelőtt az imádság napja lesz; az alapító személyes írásait és előadásait nem fogják árulni a Kongregáció könyvesboltjaiban, rendházaiban és műveiben. Ugyanakkor aki akarja, fényképeket tarthat meg magának az alapítóról, olvashatja írásait vagy hallgathatja előadásait.
- 2010. december 8-án a Krisztus Légiósai Generalíciája nyilvánosságra hozta a rendi alkotmányt felülvizsgáló központi bizottság összetételét. Velasio De Paolis bíboros, pápai megbízott, az említett bizottság elnöke úgy határozott, hogy a bizottságot négy személyes tanácsadója közül kettő, valamint négy Krisztus Légiós pap fogja alkotni. Előreláthatólag a rendi alkotmány szövegének felülvizsgálata az összes Krisztus Légiós bevonásával valósulna meg, és több évig is eltarthat. Ennek befejeztével egy rendkívüli általános nagykáptalant tartanak, amely megvizsgálja a javasolt módosításokat, és felterjeszti azokat jóváhagyásra a Szentszékhez.
- 2011. január 31-én a pápai megbízott döntést hozott arról, hogy kibővíti a rend általános tanácsát két új tanácsadóval. Megválasztásukhoz kikérte az összes pap és örökfogadalmas, vagy legalább egyszer fogadalmat újított szerzetes javaslatát. Ezt követően személyes tanácsadói segítségével kiválasztott kettőt a tizenöt legtöbb szavazatot kapott pap közül. Ezzel egy időben felállította a „kapcsolatápoló bizottságot” is. A bizottságnak két alapvető feladata van: meghallgatja azokat a személyeket, akik igényeket támasztanak a Krisztus Légiósai Kongregációval szemben P. Maciel kapcsán, majd pedig egy alapos beszámolót állít össze az esetekről, amit továbbít a pápai megbízotthoz, aki annak alapján, tanácsadói segítségével eldönti, hogy az egyes esetekben hogyan járjon el a Krisztus Légiója. A bizottságot a pápai megbízott egyik személyes tanácsadója fogja vezetni. A bizottságot további négy tag alkotja.
- 2011. február 22-én a pápai megbízott létrehozta a rend anyagi helyzetét és vagyonkezelését vizsgáló bizottságot. A bizottság elnöke az Apostoli Szentszék Gazdasági Hivatalának Titkára; a bizottság további négy tagja: a pápai megbízott egyik tanácsadója; a Szentszék Gazdasági Ügyekkel Foglalkozó Prefektúrájának munkatársa; a Krisztus Légió általános vagyonkezelője; a Krisztus Légió általános titkárságának munkatársa. A bizottság tanulmányozni fogja a szerzetesrend vagyonkezelési ügyleteit; célja, hogy végérvényesen tisztázza a felmerült kérdéseket és aggályokat, és hogy megvizsgálja, miben szükséges változtatni a jobb ügyintézés érdekében. A bizottság feladatköre konzultatív jellegű; munkájáról beszámolót készít majd a pápai megbízottnak, a generálisnak, illetve azok tanácsai számára.
- 2013-ban a Regnum Christi Mozgalom két megszentelt életű ága megtartotta általános gyűlését Rómában: a férfiak november 25-től december 1-ig, a nők december 2-től 15-ig. Fő feladatuk volt saját statutumaik új szövegének a jóváhagyása, valamint az általános vezetőség megválasztása.
- 2014. január 8-tól február 25-ig tartották meg a rendkívüli egyetemes káptalant a római generálisházban. A két fő feladat volt a rend új általános vezetőségének megválasztása és a konstitúció felülvizsgálatának lezárása.
- 2014. november elején a Szentszék jóváhagyta a kongregáció új alkotmányát, ezzel lezárult az a megújulási folyamat, ami 2010-től XVI. Benedek pápa alatt indult el, és Ferenc pápa folytatott.

## Tevékenysége
A Krisztus Légióját jelenleg több mint 800 felszentelt pap és 2500 papnövendék alkotja. 4 kontinens 22 országában működtet szerzetesházakat. A Regnum Christi Apostoli Mozgalom – melynek tagjai világi férfiak és nők (közöttük megszentelt életűek), diakónusok és egyházmegyés papok, valamint a Krisztus Légiósai – 70 000 tagot számlál a világ közel 40 országából. Keretében fiatalok és felnőttek lelki, szellemi, a teljes személyiségre kiterjedő képzésben részesülnek. A lelkipásztori teendőket a légiós papok látják el, de a képzésben a világi tagok is vállalnak feladatot. Tizenhat éves kortól lehet valaki a Regnum Christi tagja. A tagsági elköteleződésnek három szintje van:
1. első lépcsőfok: a Regnum Christi lelkisége szerint élik mindennapi keresztény katolikus életüket, és a mozgalom különböző apostoli tevékenységében vesznek részt.
2. második lépcsőfok: családi körben, tanulás vagy munka mellett, de már nagyobb mértékű lelki és apostoli elköteleződést tanúsítanak.
3. harmadik lépcsőfok: a teljes elköteleződést jelenti, ami a megszentelt élet világi formája. A megszentelt életet élők nem hordanak egyenruhát.

A légiós papok és szerzetesek együttműködve a Regnum Christi mozgalommal 17 országban 116 kollégiumot és 10 egyetemet vezetnek, melyekben 66 500 diák tanul.
A Legio Christi és a Regnum Christi
- elő kívánja mozdítani tagjaiban a mély missziós tudatot és az egyházi összetartást, arra buzdítja őket, hogy mutassanak kezdeményezőkészséget, emlékezteti őket keresztségükben gyökerező felelősségükre, hogy a hitet tegyék mindennapi életük hajtóerejévé a személyes, családi, plébániai, munkahelyi és társadalmi környezetükben;
- olyan katolikusok nevelésén munkálkodik, akik aktívan elkötelezik magukat Jézus Krisztus és az Egyház iránt, az emberek szolgálatára;
- saját karizmája szerint társul az egyházmegye pasztorációjához;
- tartózkodik bármely pártszervezettől, nemzeti vagy nemzetközi politikai csoportosulásoktól, és nem vall magáénak egyetlenegy ideológiai vagy politikai rendszert sem.

A tagok általános vállalásai:
- napi ima,
- rendszeres konzultáció egy lelkivezetővel,
- szentségek gyakori vétele,
- a heti, csoportban végzett bibliaolvasás,
- az apostoli munkában való előrehaladás rendszeres áttekintése és arról való elmélkedés,
- személyes életszentségre törekvés,
- személyes példa és tanúságtétel,
- aktív apostoli tevékenység végzése.

A Legio Christi és a Regnum Christi apostoli tevékenységeinek köre igen szerteágazó, melyekben minden tag képességei és körülményei szerint valósíthatja meg apostoli tevékenységét. Első helyen említhetők a következők:
- gyermek- és ifjúsági munka (fiatalság oktatása, nevelése, ifjúsági klubok működtetése),
- családpasztoráció,
- oktatás–nevelés, hitiskolák,
- zarándoklatok, missziók szervezése,
- karitatív és szociális tevékenység,
- társadalomfejlesztő és kulturális programok,
- tömegkommunikációs eszközök.

Magyarországon a Krisztus Légiója Kongregáció és a Regnum Christi Apostoli Mozgalom elsősorban az ifjúság- és családpasztoráció területén tevékeny; 2002 óta tevékenységi köre az oktató-nevelő munkával bővült: a budapesti Szent II. János Pál Iskolaközpont fenntartója. 2005-ben létrehozták a Missio Christi Alapítványt azzal a céllal, hogy segítse és kiegészítse a Krisztus Légiója Kongregáció és a Regnum Christi Apostoli Mozgalom által végzett munkákat. Elsősorban két területen tevékenykedik az Alapítvány: egyik a nevelés, oktatás, képességfejlesztés és ismeretterjesztés területe, a másik a szociális, karitatív terület, ahol a hátrányos helyzetű, és szegénységben élő emberek elsősorban lelki támogatása és segítése a cél. A Fővárosi Bíróság a Missio Christi Alapítványt jogerősen 2005. márciusában nyilvántartásba vette és közhasznúnak minősítette.

### Fontosabb művek Magyarországon
Szent II. János Pál Iskolaközpont
Általános iskolai, gimnáziumi és óvodai nevelést is biztosít. Egy óvodai csoportba 20 gyermek tartozik, akikkel 2 óvónő és egy dajka foglalkozik. A nevelés során helyet kap a sport, néptánc és hittan foglalkozás is. A délutáni foglalkozásokat az óvónők, az iskola tanárai vagy a Regnum Christi közösség tagjai tartják.
A Krisztus Légió Kongregáció Budapesten, a Fő utcában található Szent Benedek Iskolát vette át a Bencés Rendtől 2002-ben. A Fő utca 32. szám alatt található történelmi épület, mely a Kapucinus Rend tulajdona, nem volt alkalmas hosszú távon modern iskolai tevékenységre, illetve idegen tulajdon volt, így végül Újbudán, a 11. kerületben sikerült új épületet találni az iskola számára.  A XI. kerületi önkormányzat (akkor még szocialista vezetése) felajánlotta az 1116 Budapest, Mezőkövesd út 10. alatti, bezárt iskolaépületet.  A Habsburg család jelentős anyagi segítségével a Rend az épületet felújíttatta, és 2011-ben az iskola átköltözött.  Itt már lehetőség nyílt óvoda létesítésére, valamint külső sportpályának is jutott később hely.  Az iskola 2015-ben vette fel a Szent II. János Pál Iskolaközpont nevet.
Rendház
A Krisztus Légió Kongregáció rendháza Budapesten, a 11. kerületi Kamraerdei úton található (1116 Budapest, Kamaraerdei út 16.).  A Fővárosi Önkormányzat Kamaraerdei Idősek Otthona (http://www.kamerdo.hu/ ) területén egy korábbi kápolna lakóépület felújításával létesült a rendház, ahol a légiós atyák miseszolgálatot látnak el, és pasztorációs munkát végeznek.
NET

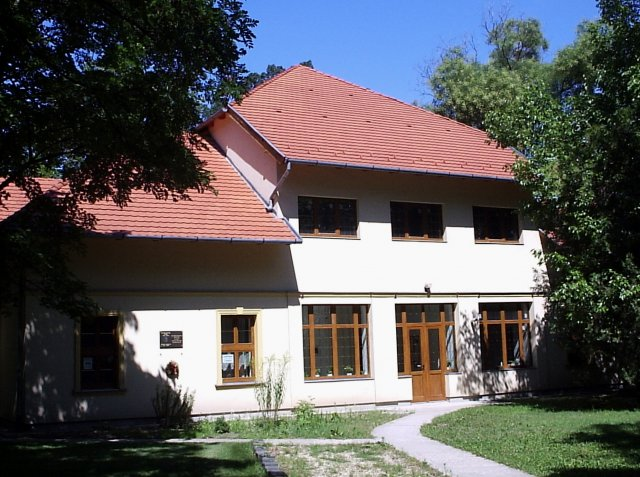
A magyarországi rendház

A katolikus családok programja, amely a világ számos országában jelen van, és az 5-11 éves gyermekeknek kínál a keresztény emberképre építve sokrétű fejlődési lehetőséget személyiségük kibontakozásához: kezdve a keresztény irodalom életkori sajátosságnak megfelelő feldolgozásával, szociális akciókon keresztül a szabadidős kiscsoportok alakításáig. Mindezt olyan szülők együttműködésével, akik megszervezik a gyerekek számára a heti/kétheti találkozókat és a nyári táborokat.
ECyD
Az "ECyD" egy mozaikszó, mely magába foglalja a program lényegét: Élmény, Cél és Döntés (a program Mexikóból indult el, így az ECyD eredetileg spanyol szavakból áll össze: Encuentros, Convicciones y Decisiones).
Ez a program egy világméretű ifjúsági hálózat, melyet a Regnum Christi tizenéves fiatalok számára ajánl. A résztvevők fiatal keresztényekként együtt élik meg hitüket. A program által kínált élmények által megosztják egymással meggyőződésüket, érdeklődési körüket, mindig jelen vannak egymás számára, és közösen vesznek részt személyiségfejlesztő és szociális programokon, és így közel kerülnek egymáshoz és Istenhez is. Ezek a találkozók segítenek a fiatalok számára meghatározni céljaikat és olyan döntéseket hozni, mely egész életüket meghatározza majd.
Familia
Egy kezdeményezés a házasság- és családpasztorációban, külön az édesanyáknak és az édesapáknak, a férfi és a nő megerősítésére a házastársi és a szülői hivatásban. A csoportok kéthetente találkoznak, ilyenkor átelmélkedik a következő vasárnapi evangéliumot, a Katekizmusból tanulmányoznak egy részletet, majd a témához kapcsolódó pápai dokumentumról beszélgetnek, és az összejövetel konkrét elhatározással zárul: mindenki önmagának „írja elő”, miben szeretne jobbá lenni a következő alkalomig, és milyen imaszándékra imádkozik.
Fiatal Missziósok
16 évnél idősebb fiatalok tevékenységeit koordináló csoportosulás. A fiatalok rendszeresen fölkeresnek például egy-egy települést, és a helyi plébánossal egyeztetve minden házba becsöngetnek Krisztus örömhírével. Olykor Bibliát ajándékoznak, máskor megkérdezik: milyen szándékra imádkozzanak a háziakért? A Fiatal Missziósok a „Légy angyal egy napra!”, más néven „Angyal misszió” szervezői, amelyet 16-24 éves önkéntes fiatalok közreműködésével végeznek. A program lényege, hogy a résztvevők (angyalok) állami gondozásban lévő vagy hátrányos helyzetű gyermekeket egy napig szervezett program keretében foglalkoztatják. Igyekeznek a gyerekeknek az adott napon olyan programot szervezni, amely számukra az újdonság erejével hat, olyan helyre vinni, ahova esetleg az életkörülményeik miatt nem tudnának eljutni. A nap folyamán sor kerül közös ebédre és alkalom nyílik személyes beszélgetésekre is.
Pure Fashion
Divatmissziós program 14-18 éves lányoknak, akiknek segít közösen felfedezni a divatban és a szépségben rejlő lehetőségeket. Alapgondolata, hogy az igazi szépséghez nemcsak a külső, hanem a belső szépség is hozzátartozik, az embert nem csak a külső megjelenése minősíti, hanem a belső értékei és tulajdonságai, a szociális elkötelezettsége, a hite, melyek összességében alkotják a személyiségét. Keretében különböző előadásokat hallgatnak a divatipar profi képviselőitől, szakembereitől, valamint a belső szépségről. A fiatalok műhelymunkákban, lelkigyakorlaton és szociális tevékenységekben (pl. Angyal misszió) vesznek részt.
Vándor Evangélium
Célja, hogy Budapest minden plébániáján minden egyes ember személyes meghívást kapjon a közös imádságra, s ez az ima forrassza egy közösséggé a budapesti híveket. A Budapest Városmisszió egyik hivatalos programja. A plébániák papjainak segítségével és közvetítésével megismertetik a programot a plébániák laikus irányítóival és meghívják őket imakörök felelőseinek. A felelősök segítségével tíz tagú imacsoportok alakulnak a hívekből. Egy hónapban három napra otthonukba fogadják a Vándor Evangéliumot, és egymás között meghatározott rendben körbe adják. A Vándor Evangélium tulajdonképpen egy hordozható igeoltár, ami tartalmaz általában egy Bibliát, egy imafüzetet, egy gyertyát, egy rózsafüzért, egy szentképet és egy fehér terítőt. Az imafüzet minden hónapra és három alkalomra imákat, igehelyet, és hozzá kapcsolódó elmélkedéseket tartalmaz, illetve egy ajánlást az imaalkalom megtartásának menetéről. Az imakörök tagjai és a felelősök havonta egy szombati napon közös szentmisén vehetnek részt.
2006. június 10-én indult a Vándor Evangélium lista e-mailben. Az elmélkedéseket a Krisztus Légiósai és a Regnum Christi Apostoli Mozgalom megszentelt életű tagjai írják. Többnyire angol és német nyelvből fordítják őket magyarra. A lista célja, hogy a feliratkozottaknak eljuttassa az aznapi evangéliumot, egy hozzá kapcsolódó elmélkedést, az aktuális hónapban a Szentatya, valamint Erdő Péter bíboros atya imaszándékát, napi elhatározást, és időnként aktuális egyházi információkat is. A lista tagjai egymásnak nem tudnak levelet küldeni. Az e-mailes evangéliumot többnyire naponta küldik. A listának jelenleg több mint 1.100 tagja van.
Mission Is Possible (MIP)
Célja a keresztény értékek közvetítése elsősorban fiatalok számára, és ez által a társadalom átalakítása. Tevékenysége kiterjed elsősorban a szórakoztatásra, a kultúra és kommunikáció területeire, de nem zárja ki a nevelés, a tudomány, a vallások közötti párbeszéd területeit sem. Felhasználja a tudomány, a technika, a média, a tömegkommunikáció adta lehetőségeket. A Regnum Christi közösség tagjai állandó szerkesztői feladatokat vállalnak a Magyarországi Mária Rádióban.
Kiló Akció
A Kiló Akció program célja, hogy a 11-20 éves korosztályban alakítsanak ki felelős és szociális gondolkodást. Keretében tartós élelmiszert gyűjtenek és osztanak szét a rászorulók között. Évente négy alkalommal, tavasszal és ősszel 2-2 hétvégén szokták az akciót megszervezni, és átlagosan 800–1000 kg élelmiszer szokott alkalmanként összegyűlni. Heti találkozók keretében felkészítik a gyűjtésre és adomány osztásra a programban részt vevő fiatal önkénteseket, gyakorlati és mentális szempontból is. Ezután az önkéntesek Kiló Akció logóval és felirattal ellátott pólót és névjegykártyát viselve, a boltok bejáratánál állva szórólapokat osztanak, amin keresztül ismertetik az akciót a vásárlókkal. Egyes boltokban a gyűjtés alatt hangosbemondót is használnak. Megszólítják a vásárlókat és arra kérik őket, valamely áruból vegyenek egy kilóval többet. Az élelmiszeradományokat a vásárlók a kijáratnál helyezik el az önkénteseknél. Az összegyűjtött élelmiszereket az önkéntesek a szervezők segítségével elviszik a rászoruló családoknak.
Élő Keresztút és Betlehemes
Nagyszabású, szabadtéri rendezvények évente kétszer az egyházi év karácsonyi és húsvéti ünnepköréhez kapcsolódva. Jellemzőjük, hogy szabadtéren, nyilvános előadás keretében zajlanak. Nagyhéten diákjaik kimennek általában a Budai Vár déli rondellájára, és élővé teszik Krisztus Passióját. Az Élő Betlehemes a Ferenciek terén kerül megrendezésre. Amatőr színészek játsszák el a pásztorjátékot, amely a népi hagyományokat eleveníti föl. Már élő állatokat is „szerepeltettek”. A szereplők mindegyike önkéntes munkaként látja el feladatát, tiszteletdíjat nem kér, azonban a szabadtéri jelleg miatt a hangosításnak mindkét esetben tetemes költsége van.
Húsvéti Ifjúsági Zarándoklat Rómába (https://web.archive.org/web/20161005223526/http://husvetromaban.hu/)
Magyarországi megtelepedése óta a Rend és a Regnum Christi Mozgalom igyekezett minden évben Húsvétkor ifjúsági zarándoklatot indítani Rómába.  Jelenleg a Szent II. János Pál Iskolaközpont 11. évfolyamos diákjai veszenek ezen részt, de rajtuk kívül a lehetőség nyitott minden 17-28 év közötti fiatal számára.  Az utazás busszal történik, és lehetőleg az egész Nagyhetet Rómában töltik, a virágvasárnapi misétől a Szent Péter téren egészen a feltámadási (húsvétvasárnapi) miséig szintén a Szent Péter téren.